# Lauren James
Lauren Elizabeth James (sinh ngày 29 tháng 9 năm 2001) là một cầu thủ bóng đá chuyên nghiệp người Anh hiện tại đang thi đấu ở vị trí tiền đạo cho câu lạc bộ Chelsea tại FA Women's Super League và Đội tuyển bóng đá nữ quốc gia Anh.

## Đầu đời
Lauren Elizabeth James được sinh ra vào ngày 29 tháng 9 năm 2001 tại Luân Đôn. Cô là người gốc Grenada và Dominica thông qua cha, và gốc Anh thông qua mẹ.
Cô theo học tại Whitton School ở Whitton, Luân Đôn.

## Sự nghiệp thi đấu

### Arsenal
James là mục tiêu tìm kiếm của câu lạc bộ Arsenal khi mới 13 tuổi và được tập luyện cùng đội nam, nhưng trong vòng hai năm, cô bắt đầu tập luyện với đội một. Vào ngày 29 tháng 10 năm 2017, James trở thành cầu thủ trẻ thứ hai từng ra mắt trong lịch sử Arsenal, khi vào sân ở phút 67 để thay thế cho Lisa Evans trong chiến thắng 2–0 trước Everton ở mùa giải 2017–18.

### Manchester United

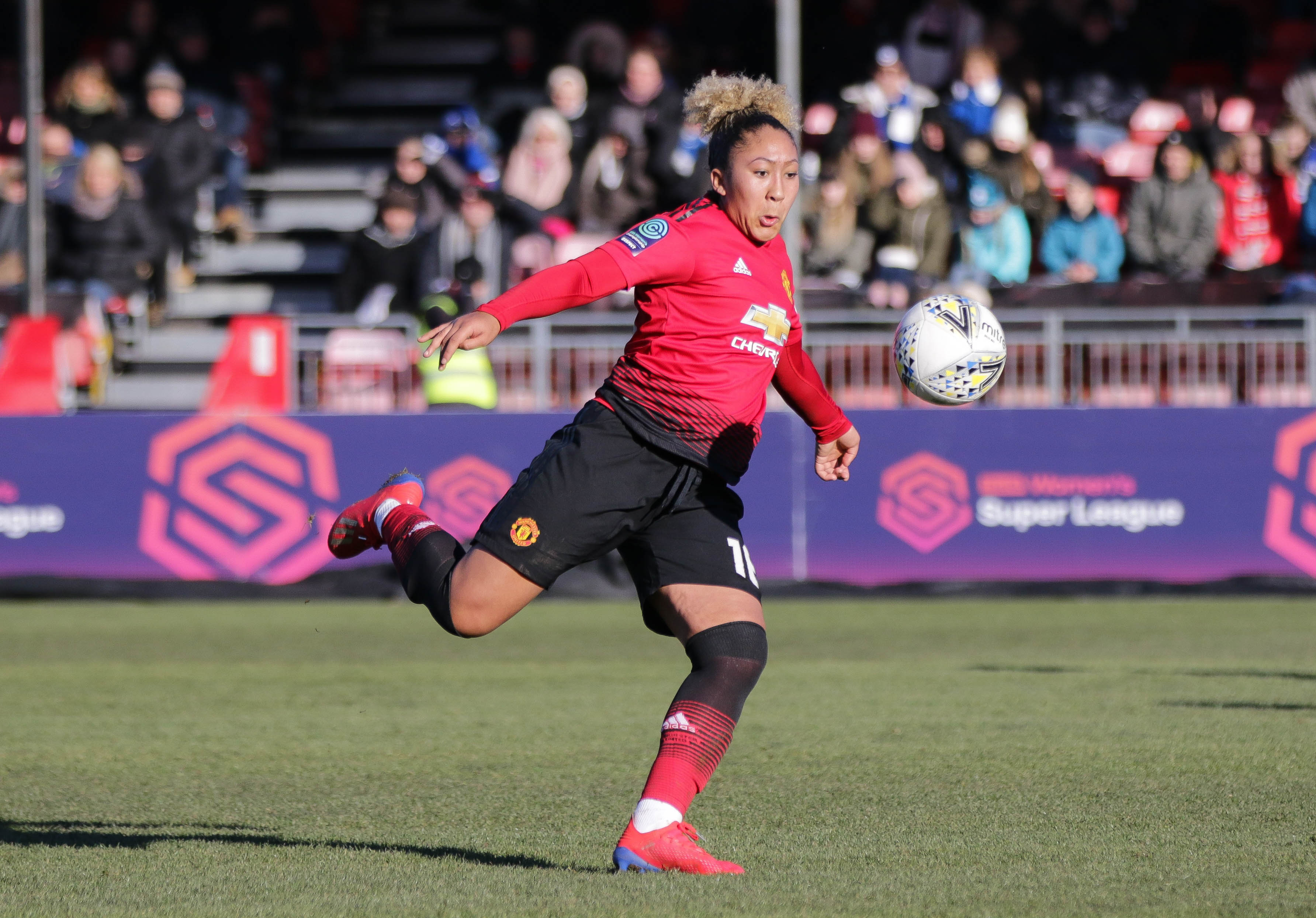
James thi đấu cho Manchester United trong trận gặp Brighton & Hove Albion vào năm 2019.

Vào ngày 13 tháng 7 năm 2018, có thông báo rằng James sẽ là thành viên của đội Manchester United chuyên nghiệp đầu tiên do thi đấu ở đội bóng mới được tái cơ cấu tại FA Women's Championship 2018–19. Cô có trận ra mắt cho Manchester United trong chiến thắng 1–0 tại League Cup trước Liverpool, vào ngày 19 tháng 8. Cô đã ghi hai bàn thắng mở tỷ số trong trận đấu đầu tiên của United ở mùa giải 2018–19, chiến thắng 12–0 trước Aston Villa. James đã được bầu chọn là cầu thủ xuất sắc nhất tháng của FA Women's Championship vào tháng 9 sau ba bàn thắng của cô trong tháng bất bại của Manchester United. Vào ngày 20 tháng 4 năm 2019, James ghi bốn bàn trong chiến thắng 7–0 trước Crystal Palace.
James ghi bàn thắng đầu tiên cho United tại WSL, ghi bàn ở phút 71 trong chiến thắng 2–0 trước Liverpool vào ngày 28 tháng 9 năm 2019. Hai tuần sau, James bị đuổi khỏi sân trong trận thắng 3–0 của United trước Tottenham Hotspur sau khi nhận hai thẻ vàng. James ký hợp đồng chuyên nghiệp đầu tiên với câu lạc bộ vào ngày 16 tháng 12. Cuối mùa giải 2019–20, James kết thúc với tư cách là cầu thủ ghi nhiều bàn thắng nhất cho United và có tên trong danh sách rút gọn 4 cầu thủ cho giải thưởng Cầu thủ trẻ nữ xuất sắc nhất mùa của PFA.
Vào ngày 27 tháng 3 năm 2021, James mở tỷ số trong chiến thắng 2–0 trước West Ham United. Trận đấu này là trận FA WSL đầu tiên được diễn ra tại Old Trafford.

### Chelsea
Vào ngày 23 tháng 7 năm 2021, James ký hợp đồng 4 năm với câu lạc bộ Chelsea. Cô ghi bàn thắng đầu tiên cho câu lạc bộ trong chiến thắng 9–0 trên sân khách trước Leicester City vào ngày 27 tháng 3 năm 2022. Trong mùa giải thứ hai tại Chelsea, James ra sân 33 trận trên mọi đấu trường, ghi được 8 bàn thắng, bao gồm 5 bàn trong WSL. Màn trình diễn của cô ở mùa giải 2022–23 đã giúp cô giành được Giải thưởng Cầu thủ trẻ xuất sắc nhất năm tại Women's Football Awards, cũng như Giải thưởng Cầu thủ trẻ nữ xuất sắc nhất mùa của PFA. Vào tháng 6 năm 2023, có thông báo rằng James đã ký hợp đồng ở lại Chelsea cho đến năm 2027.

## Sự nghiệp quốc tế

### Trẻ
Vào tháng 4 năm 2017, James ra mắt cho U-17 Anh trong trận thua 2–0 trước Hoa Kỳ. Vào ngày 14 tháng 10 năm 2017, cô đeo băng đội trưởng đội tuyển Anh trong chiến thắng 10–0 trước Latvia trong khuôn khổ Vòng loại Giải vô địch bóng đá nữ U-17 châu Âu 2018, ghi được 4 bàn thắng.
Vào tháng 1 năm 2019, James được gọi triệu tập lên đội tuyển U-19 Anh chuẩn bị cho Algarve Tournament. Vào tháng 7 năm 2019, James được điền tên vào danh sách cầu thủ đội tuyển Anh tham dự Giải vô địch bóng đá nữ U-19 châu Âu 2019 ở Scotland.

### Chuyên nghiệp
Vào tháng 11 năm 2020, James lần đầu tiên được gọi vào đội tuyển quốc gia trong khuôn khổ trại huấn luyện 29 cầu thủ tại St George's Park.
James ra mắt cấp cao vào ngày 3 tháng 9 năm 2022, vào sân thay người ở phút thứ 79 trong trận đấu thuộc khuôn khổ Vòng loại Giải vô địch bóng đá nữ thế giới 2023 gặp Áo.
Cô ghi bàn thắng quốc tế đầu tiên vào ngày 16 tháng 2 năm 2023 trong chiến thắng 4–0 của Anh trước Hàn Quốc tại Cúp Arnold Clark 2023.
Vào ngày 31 tháng 5 năm 2023, James được điền tên vào danh sách tham dự 2023 FIFA Women's World Cup vào tháng 7 năm 2023. Cô ghi bàn thắng duy nhất trong chiến thắng 1–0 của Anh trước Đan Mạch tại bảng D Giải vô địch bóng đá nữ thế giới 2023, tiếp theo là hai bàn thắng, ba đường kiến tạo và một cầu thủ có thành tích tốt nhất trong trận đấu với Trung Quốc. Ở trận đầu tiên của vòng loại trực tiếp, gặp Nigeria, James đã bị đuổi khỏi sân và bị cấm thi đấu hai trận vì đạp vào lưng tiền đạo Nigeria Michelle Alozie, chính thức bị coi là "hành vi bạo lực". Đội tuyển Anh giành chiến thắng trên loạt sút luân lưu và tiến vào tứ kết.

## Đời tư
Lauren là em gái của Reece James, hậu vệ của câu lạc bộ Chelsea và Đội tuyển bóng đá quốc gia Anh. Họ là cặp anh em đầu tiên đại diện cho Anh ở cấp độ quốc tế trong kỷ nguyên hiện đại.
Cô đã trích dẫn cha mình là Nigel, một huấn luyện viên bóng đá được UEFA cấp phép, làm nguồn cảm hứng: "[Ông ấy] đã giúp đỡ tôi từng bước. Tôi lớn lên chơi bóng đá với các anh trai của mình và muốn chơi giống họ; tôi luôn yêu thích trò chơi này." Tôi biết ơn bố tôi vì đã dành tất cả thời gian, công sức và tình yêu thương cho môn bóng đá của tôi bằng cách huấn luyện tôi để tôi đạt đến trình độ tốt nhất."

## Thống kê sự nghiệp

### Câu lạc bộ
Tính đến trận đấu diễn ra vào ngày 27 tháng 5 năm 2023
| Câu lạc bộ          | Mùa giải            | Giải đấu            | Giải đấu | Giải đấu | FA Cup | FA Cup | League Cup | League Cup | Châu Âu | Châu Âu | Tổng cộng | Tổng cộng |
| Câu lạc bộ          | Mùa giải            | Hạng                | Trận     | Bàn      | Trận   | Bàn    | Trận       | Bàn        | Trận    | Bàn     | Trận      | Bàn       |
| ------------------- | ------------------- | ------------------- | -------- | -------- | ------ | ------ | ---------- | ---------- | ------- | ------- | --------- | --------- |
| Arsenal             | 2017–18             | WSL 1               | 5        | 0        | 0      | 0      | 3          | 1          | —       | —       | 8         | 1         |
| Manchester United   | 2018–19             | Championship        | 18       | 14       | 3      | 2      | 6          | 1          | —       | —       | 27        | 17        |
| Manchester United   | 2019–20             | WSL                 | 12       | 6        | 1      | 1      | 5          | 2          | —       | —       | 18        | 9         |
| Manchester United   | 2020–21             | WSL                 | 10       | 2        | 0      | 0      | 1          | 0          | —       | —       | 11        | 2         |
| Manchester United   | Tổng cộng           | Tổng cộng           | 40       | 22       | 4      | 3      | 12         | 3          | —       | —       | 56        | 28        |
| Chelsea             | 2021–22             | WSL                 | 6        | 1        | 3      | 0      | 2          | 0          | 1       | 0       | 12        | 1         |
| Chelsea             | 2022–23             | WSL                 | 18       | 5        | 4      | 0      | 3          | 1          | 8       | 2       | 33        | 8         |
| Chelsea             | Tổng cộng           | Tổng cộng           | 24       | 6        | 7      | 0      | 5          | 1          | 9       | 2       | 45        | 9         |
| Tổng cộng sự nghiệp | Tổng cộng sự nghiệp | Tổng cộng sự nghiệp | 69       | 28       | 11     | 3      | 20         | 5          | 9       | 2       | 109       | 38        |

### Quốc tế
Tính đến trận đấu diễn ra vào ngày 20 tháng 8 năm 2023
| Đội tuyển quốc gia | Năm       | Trận | Bàn |
| ------------------ | --------- | ---- | --- |
| Anh                | 2022      | 5    | 0   |
| Anh                | 2023      | 11   | 4   |
| Tổng cộng          | Tổng cộng | 16   | 4   |

## Bàn thắng quốc tế
Tỷ số và kết quả liệt kê bàn thắng đầu tiên của Anh, cột điểm cho biết điểm số sau mỗi bàn thắng của James.
| # | Thời gian           | Địa điểm                                | Đối thủ    | Ghi bàn | Kết quả | Giải đấu                              | Ref.   |
| - | ------------------- | --------------------------------------- | ---------- | ------- | ------- | ------------------------------------- | ------ |
| 1 | 16 tháng 2 năm 2023 | Sân vận động MK, Milton Keynes, Anh     | Hàn Quốc   | 4–0     | 4–0     | Cúp Arnold Clark 2023                 | [ 27 ] |
| 2 | 28 tháng 7 năm 2023 | Sân vận động bóng đá Sydney, Sydney, Úc | Đan Mạch   | 1–0     | 1–0     | Giải vô địch bóng đá nữ thế giới 2023 | [ 38 ] |
| 3 | 1 tháng 8 năm 2023  | Sân vận động Hindmarsh, Adelaide, Úc    | Trung Quốc | 3–0     | 6–1     | Giải vô địch bóng đá nữ thế giới 2023 | [ 39 ] |
| 4 | 1 tháng 8 năm 2023  | Sân vận động Hindmarsh, Adelaide, Úc    | Trung Quốc | 4–1     | 6–1     | Giải vô địch bóng đá nữ thế giới 2023 | [ 39 ] |

## Danh hiệu
Manchester United
- FA Women's Championship: 2018–19[40]

Chelsea
- FA Women's Super League: 2021–22, 2022–23
- Women's FA Cup: 2021–22, 2022–23

Anh
- Á quân Giải vô địch bóng đá nữ thế giới: 2023[41]
- Siêu cúp nữ Liên lục địa CONMEBOL–UEFA: 2023[42]
- Cúp Arnold Clark: 2023[43]

Cá nhân
- Women's Super League - Bàn thắng của tháng: Tháng 2 năm 2023[44]
- FA Women's Championship - Cầu thủ của tháng: Tháng 9 năm 2018[12]
- North-West Football Awards Women's Rising Star: 2020[45]
- Cúp Arnold Clark - Cầu thủ xuất sắc nhất: 2023[46]
- Cúp Arnold Clark - Cầu thủ xuất sắc nhất NXGN: 2023[46]
- London Football Awards Women's Young Player of the Year: 2023
- PFA Women's Young Player of the Year: 2022–23[21]